# Емерит
Емеритус (от латински: emeritus, ж.р. емерита – emerita, мн.ч. емерити – emeriti, съкращавано emer. – в прев. отслужил, заслужил, почетен, стар) е определение, което се използва за професори или преподаватели във висши учебни заведения, а също и за католически и протестантски свещеници, които във връзка с навършване на преклонна възраст са освободени от изпълнение на своите задължения.
Статутът на емерита не е равнозначен на статута на пенсионер. Докато пенсионираният университетски професор или преподавател се освобождава напълно от изпълнение на своите служебни задължения, емеритът продължава частично да изпълнява своята работа – занимава се с научна работа, провежда изследвания, преглежда научни трудове, рецензира, извършва служебни пътувания, участва в научни срещи и семинари, както и в състава на различни изпитни комисии. След емеритизацията преподавателите получават възнаграждение, което е близко по размер до последната им заплата, но обикновено губят своите административни постове в управлението на университета.
В Католическата църква също се извършва емеритизация за навършилите преклонна възраст епископи и свещеници. Епископът емерит не изпълнява повече своите задължения по управление на съответната епархия, но запазва право да извършва църковни тайнства и да ползва полагащите се на сана му привилегии.